# Rodrigo Rivera Salazar
Rodrigo Rivera Salazar (Pereira, 20 de abril de 1963) es un abogado, periodista, diplomático, profesor universitario y político colombiano. 
Ha sido Embajador, Presidente de la Cámara de Representantes, Senador, Presidente y precandidato presidencial del Partido Liberal Colombiano y Ministro de Defensa de Colombia. Hasta el 13 de agosto ejerció el cargo de Alto Comisionado Para la Paz, buscando culminar sin éxito el proceso de paz con la guerrilla del ELN.

## Biografía
Estudió Derecho y Ciencias Políticas en la Seccional Pereira de la Universidad Libre de Colombia (1984) en la que se graduó con promedio de 4.9 y tesis de grado laureada denominada "Derecho y Política". Realizó estudios de especialización en Desarrollo Económico y Derechos Humanos en American University-Washington College of Law (Washington D. C., 2008). Se ha desempeñado como columnista en importantes periódicos colombianos como "El Tiempo", "El Espectador" (desde los 18 años) y el diario "La Tarde" de Pereira en el cual empezó a escribir desde los 14 años, fundó su Unidad Investigativa a la edad de 18 años y llegó a ser su director a los 27. Fue profesor de Derecho Constitucional entre 1987 y 1991. Se vinculó al Galanismo a los 18 años, en su natal Pereira, enfrentando al oficialismo liberal que en el Departamento de Risaralda lideraban el senador Oscar Vélez Marulanda y el representante César Gaviria Trujillo. A los 20 fue concejal de Pereira; a los 26 Representante a la Cámara, a los 32 Presidente de esa corporación, posición desde la cual lideró con ecuanimidad y transparencia el proceso de investigación y posible acusación contra el entonces Presidente de la República Ernesto Samper Pizano por la financiación con dineros del narcotráfico de su campaña presidencial. Durante la decisión que en la plenaria de la Cámara absolvió al Presidente Samper sorprendió al votar en contra de la absolución del mandatario pese a pertenecer al partido político del Presidente. En 1997 fue premiado por la Cámara Júnior Internacional como uno de los TOYP (Ten Outstanding Young Persons) por su trabajo como Presidente de la Cámara de Representantes durante el juicio contra el presidente Samper. Fue elegido Senador de la República en 1998 con alrededor de 106.000 votos y nuevamente en 2002, corporación a la que perteneció hasta julio de 2006. Presidente de la Dirección Nacional Liberal en 2003 y precandidato Liberal a la presidencia en 2006, cuando obtuvo el respaldo de 543.000 colombianos.
Promotor del “Acuerdo Nacional contra el Terrorismo y por la Vida y las Libertades” firmado en abril de 2003 por el liderazgo liberal, conservador, uribista y del Polo Democrático en respuesta al atentado terrorista contra el Club El Nogal de Bogotá. Autor y Coordinador de ponentes de la Reforma Política de 2003 que acabó con la “operación avispa” y fortaleció los partidos.

### Aspiración presidencial
543.000 colombianos votaron por Rodrigo Rivera, en la consulta del Partido Liberal Colombiano; obtuvo el tercer lugar detrás de Horacio Serpa y Rafael Pardo.
En agosto de 2007 viajó a Washington D. C. a cursar estudios en American University Washington College of Law enfocado en temas de derechos humanos y seguridad, desarrollo económico y comercio internacional, y políticas anticorrupción, como becario Humphrey.
A finales de 2008 regresó a Colombia desatando controversia por sus declaraciones apoyando la posibilidad de que el pueblo, mediante referendo, decidiera sobre un tercer periodo del presidente Álvaro Uribe Vélez y reuniéndose con este en la Casa de Nariño. De esta manera Rivera se apartó de la posición oficial de su partido que era opositor a la posibilidad de un tercer periodo del presidente y al modelo de gobierno de Uribe, si bien Rivera nunca manifestó su intención de retirarse de la colectividad.
Descartada la posibilidad del Referendo por la Corte Constitucional, Rivera ejerció la Gerencia Política de la campaña presidencial del candidato del Partido de la U Juan Manuel Santos. 
Ministerio de Defensa
En agosto de 2010, es nombrado Ministro de Defensa del gobierno de Juan Manuel Santos, bajo su inmediata dirección que se concibe la "Política Integral de Seguridad y Defensa para la Prosperidad" y se ejecuta la Operación Sodoma (septiembre de 2010) donde es dado de baja el principal líder militar de las FARC-EP, Jorge Briceño alias Mono Jojoy, así como la más grande ofensiva contra las bandas criminales que dio como resultado el abatimiento de su principal cabecilla alias "Cuchillo" (diciembre de 2010) y la adopción de las Operaciones Troya que redujeron el accionar de estas organizaciones en distintas regiones del país.
Un año más tarde, a principios de septiembre de 2011, renunció al cargo de ministro de defensa, y designado como embajador ante la Unión Europea, Bélgica y Luxemburgo.
Embajada en Bruselas
El 1 de diciembre de 2011 asumió como Embajador de Colombia en Bruselas. Desde allí lideró el proceso de ratificación por parte del Parlamento Europeo del Acuerdo Comercial Multipartes entre la Unión Europea, Colombia y Perú (diciembre de 2012) y, enseguida, el proceso de exención de visados para viajes de corta duración que realizaran los colombianos a 30 países del espacio Schengen (puesto en vigencia el 3 de diciembre de 2015). También gestionó ante el Parlamento Europeo una excepción en favor de Colombia para que, no obstante ser un país de renta media alta, siguiera calificando como receptor de cooperación tradicional para el desarrollo en el período 2015-2019, con lo que logró garantizar financiación por valor de 67 millones de euros. Y, en materia de seguridad, gestionó la negociación del Acuerdo de Seguridad en el intercambio de Información con la OTAN y el Acuerdo Marco para la Participación en Misiones de Gestión de Crisis lideradas por la Unión Europea, que garantizan la proyección internacional de las Fuerzas Armadas colombianas en el marco de las responsabilidades globales. Desde el punto de vista bilateral gestionó la más grande Misión Económica belga a Colombia (octubre de 2013), liderada por la Princesa Astrid de Bélgica, en la que participaron alrededor de 300 empresarios, académicos y altos funcionarios.

## Reconocimientos
Fue condecorado por el presidente Juan Manuel Santos con la Cruz de Boyacá.

## Obras
- “Hacia un nuevo federalismo para Colombia” (2001)
- “Colombia Fragmentada” (2004).

## Familia
Casado con la economista Claudia Carrasquilla. Padre de las gemelas, Sara y Manuela. Hijo de Rodrigo Rivera Correa, Exmagistrado del Tribunal Superior de Pereira y Exalcalde de Pereira, y de Edilma Salazar, maestra de escuela. Tiene 2 hermanas: María Elena, Médica y Lucía, Ingeniera Electricista.